# Diana Deutsch
 (mars 2021).
Si vous disposez d'ouvrages ou d'articles de référence ou si vous connaissez des sites web de qualité traitant du thème abordé ici, merci de compléter l'article en donnant les références utiles à sa vérifiabilité et en les liant à la section « Notes et références ».
Pour les articles homonymes, voir Deutsch.
Diana Deutsch (née le 15 février 1938 à Londres) est une psychologue britanno-américaine. Elle est professeur de psychologie à l'université de Californie à San Diego, où elle est reconnue comme une sommité en psychologie de la musique. Elle est probablement surtout connue pour avoir découvert plusieurs types d'illusions auditives, telles l'illusion d'octave (en), l'illusion d'échelle (en), l'illusion de glissando (en), le paradoxe du triton, l'illusion des mots fantômes, l'illusion du discours chanté et l'illusion cambiata.
Deutsch est membre de l'Association américaine pour l'avancement des sciences, de l'Acoustical Society of America, de l'Audio Engineering Society, de la Society of Experimental Psychologists (en), de l'Association for Psychological Science et de l'Association américaine de psychologie. Elle a dirigé plusieurs organismes, dont la branche psychologique de l'Association américaine pour l'avancement des sciences. En 2004, elle a reçu le Rudolf Arnheim Award for Outstanding Achievement in Psychology and the Arts by the American Psychological Association, puis le Gustav Theodor Fechner Award for Outstanding Contributions to Empirical Aesthetics en 2008.

## Biographie
Deutsch obtient un B.A. en psychologie, philosophie et physiologie de l'université d'Oxford en 1959, puis un Ph.D. en psychologie de l'université de Californie à San Diego en 1970.

## Œuvres
Diana Deutsch a notamment édité le lire The Psychology of Music (1982, 1999, 2013) et créé les disques Musical Illusions and Paradoxes (1995) et Phantom Words and Other Curiosities (2003).
- (en) D. Deutsch, The Psychology of Music, 3rd Edition, Amsterdam, Academic Press, 2013, 765 p. (ISBN 978-0-12-381460-9)
- (en) Deutsch, D., Henthorn, T. et Lapidis, R., « Illusory transformation from speech to song », Journal of the Acoustical Society of America, vol. 129,‎ 2011, p. 2245–2252 (DOI 10.1121/1.3562174, Bibcode 2011ASAJ..129.2245D) pdf
- (en) Deutsch, D., « The paradox of pitch circularity », Acoustics Today, vol. July,‎ 2010, p. 8–15 (DOI 10.1121/1.3488670) pdf
- (en) Deutsch, D., « Speaking in tones », Scientific American Mind, vol. July/August,‎ 2010, p. 36–43 lire en ligne pdf
- (en) Deutsch, D., Dooley, K. et Henthorn, T., « Pitch circularity from tones comprising full harmonic series », Journal of the Acoustical Society of America, vol. 124, no 1,‎ 2008, p. 589–597 (PMID 18647001, DOI 10.1121/1.2931957, Bibcode 2008ASAJ..124..589D) lire en ligne pdf
- (en) Deutsch, D., « The Enigma of Absolute Pitch », Acoustics Today, vol. 2, no 4,‎ 2006, p. 11–18 (DOI 10.1121/1.2961141) pdf
- (en) Deutsch, D., Henthorn, T., Marvin, E., & Xu H-S, « Absolute pitch among American and Chinese conservatory students: Prevalence differences, and evidence for a speech-related critical period », Journal of the Acoustical Society of America, vol. 119, no 2,‎ 2006, p. 719–722 (PMID 16521731, DOI 10.1121/1.2151799, Bibcode 2006ASAJ..119..719D) pdf
- (en) Deutsch, D., Henthorn T. et Dolson, M., « Absolute pitch, speech, and tone language: Some experiments and a proposed framework », Music Perception, vol. 21, no 3,‎ 2004, p. 339–356 (DOI 10.1525/mp.2004.21.3.339) pdf
- (en) Deutsch, D., « The Puzzle of Absolute Pitch », Current Directions in Psychological Science, vol. 11, no 6,‎ 2002, p. 200–204 (DOI 10.1111/1467-8721.00200) pdf
- (en) D. Deutsch, The Psychology of Music, 2nd Edition, 1999 (ASIN 0122135652)
- (en) Deutsch, D., « Paradoxes of musical pitch », Scientific American, vol. 267, no 2,‎ 1992, p. 88–95 (PMID 1641627, DOI 10.1038/scientificamerican0892-88) pdf
- (en) Deutsch, D., « Some new pitch paradoxes and their implications. In Auditory Processing of Complex Sounds », Philosophical Transactions of the Royal Society B: Biological Sciences, vol. 336, no 1278,‎ 1992, p. 391–397 (PMID 1354379, DOI 10.1098/rstb.1992.0073) pdf
- (en) Deutsch, D., « A musical paradox », Music Perception, vol. 3,‎ 1986, p. 275–280. (DOI 10.2307/40285337) lire en ligne pdf
- (en) D. Deutsch, The Psychology of Music, 1st Edition, 1982 (ISBN 978-0-12-213560-6)
- (en) Deutsch, D. et Feroe, J., « The Internal Representation of Pitch Sequences in Tonal Music », Psychological Review, vol. 88, no 6,‎ 1981, p. 503–522 (DOI 10.1037/0033-295X.88.6.503) pdf
- (en) Deutsch, D., « Two-channel listening to musical scales », Journal of the Acoustical Society of America, vol. 57, no 5,‎ 1975, p. 1156–1160 (PMID 1127169, DOI 10.1121/1.380573, Bibcode 1975ASAJ...57.1156D) lire en ligne pdf
- (en) Deutsch, D., « The organization of short term memory for a single acoustic attribute. In D. Deutsch and J. A. Deutsch (Eds.) », Short Term Memory,‎ 1975, p. 107–151 pdf
- (en) Deutsch, D., « Musical Illusions », Scientific American, vol. 233, no 4,‎ 1975, p. 92–104 (DOI 10.1038/scientificamerican1075-92)
- (en) Deutsch, D., « An auditory illusion », Nature, vol. 251, no 5473,‎ 1974, p. 307–309 (PMID 4427654, DOI 10.1038/251307a0, Bibcode 1974Natur.251..307D) lire en ligne pdf
- (en) Deutsch, D., « An auditory illusion », Journal of the Acoustical Society of America, vol. 55,‎ 1974, s18–s19 (DOI 10.1121/1.1919587, Bibcode 1974ASAJ...55R..18D) lire en ligne
- (en) Deutsch, D., « Mapping of Interactions in the Pitch Memory Store », Science, vol. 175, no 4025,‎ 1972, p. 1020–1022 (PMID 5009395, DOI 10.1126/science.175.4025.1020, Bibcode 1972Sci...175.1020D) pdf
- (en) Deutsch, D., « Tones and numbers: Specificity of interference in immediate memory », Science, vol. 168, no 3939,‎ 1970, p. 1604–1605 (PMID 5420547, DOI 10.1126/science.168.3939.1604, Bibcode 1970Sci...168.1604D) pdf
- (en) Deutsch, D., « Music Recognition », Psychological Review, vol. 76, no 3,‎ 1969, p. 300–309 (DOI 10.1037/h0027237) pdf
- (en) Deutsch, J. A. et Deutsch, D., « Attention: some Theoretical Considerations », Psychological Review, vol. 70,‎ 1963, p. 80–90 (PMID 14027390, DOI 10.1037/h0039515) pdf